# 111594 Ráktanya
(111594) Ráktanya, denumire internațională (111594) Raktanya, este un asteroid din centura principală de asteroizi.

## Descriere
111594 Ráktanya este un asteroid din centura principală de asteroizi. A fost descoperit pe 11 ianuarie 2002 la Piszkesteto de Krisztián Sárneczky și Zsuzsanna Heiner. Asteroidul prezintă o orbită caracterizată de o semiaxă mare de 2,37 ua, o excentricitate de 0,14 și o înclinație de 2,4° în raport cu ecliptica.